# محارب الجبوري
أبو عبد الله، محارب عبد اللطيف الجبوري، كان المتحدث الرسمي لتنظيم دولة العراق الإسلامية، ويعتبر إرهابياً في العراق، لأفعاله قبل تأسيس تنظيم الدولة الإسلامية (داعش) بينما يعتبره المجتمع الدولي كله إرهابياً لانضمامه فيما بعد إلى تنظيم الدولة الإسلامية (داعش) قتل بسنة 2007.
ولد في عام 1971 في ناحية الضلوعية إحدى قرى قضاء بلد في محافظة صلاح الدين في العراق. أمير سرايا الغرباء ووزير الاعلام في دولة العراق الإسلامية. اعتقله الجيش الأمريكي لمدة سنة بعام 2004 ثم أطلقته أثناء ما يمكن وصفه بالفتنة الطائفية التي سبقت الحرب الأهلية العراقية (2006-2008).

## حياته
له أخوين، واثق وجاسم. وكان واثق عبد الله لطيف الجبوري قد سلمه تنظيم الدولة الإسلامية (داعش) منصب أمير لمنطقة ولاية صلاح الدين قبل أن يحررها الجيش العراقي والحشد الشعبي بعملية تحرير جزيرة سامراء بسنة 2015. وأخوه الثاني هو جاسم عبد الله الجبوري الذي قتل أثناء نقل جثة محارب الجبوري من بغداد إلى مدفنه.
يروى بأنه كان على عقيدة السلفيّة منذ شبابه. كان حين قتل يبلغ السابعة والثلاثين من عمره، وكان متزوجاً ولديه أربعة أطفال (ولدان وبنتان). ويقال بأنه كان قد تخرج في كلية صدام للحقوق بسنة 1988[بحاجة لمصدر]، ثم حصل على شهادة الماجستير في القانون من جامعة بابل[بحاجة لمصدر]، ويقال[بحاجة لمصدر] بأنه حاول دراسة الدكتوراة في جامعة النيلين لكنه لم يتخرج[بحاجة لمصدر] إذ تفرغ للعمل مع المنظمات المصنفة على أنها إرهابية (القاعدة) ومن ثم (تنظيم الدولة الإسلامية (داعش) في العراق.أعتقل بسنة 2004 لمدة سنة من قبل القوات الأمريكية التي أطلقت سراحه فيما بعد ليزاول مهامه في التنظيمات المختلفة.
قتل سنة 2007 في منطقة التاجي شمال بغداد

## إصدارات صوتية له
له العديد من الإصدارات الصوتية الصادرة عن مؤسسة الفرقان الخاصة، منها:
1. إعلان حلف المطيبين 1427هـ.
2. صبرا يا يغداد فالحرب سجال 1427هـ.
3. الإعلان عن قيام دولة العراق الإسلامية 1427هـ.
4. كلمة بمناسبة عيد الأضحى المبارك 1427هـ.
5. خطبة جمعة: تهاوي خطة المالكي وبوش 1428هـ.
6. التشكيلة الوزارية الأولى لدولة العراق الإسلامية 1428هـ.
7. قصيدة: أبدي بسم الله خلاق البرايا.[11]